# La caduta di Gondolin
La caduta di Gondolin (titolo originale: The Fall of Gondolin) è un romanzo postumo dello scrittore inglese J. R. R. Tolkien, pubblicato nel 2018 e ambientato nell'universo immaginario fantasy della Terra di Mezzo. Il testo, curato da Christopher Tolkien, raccoglie in un unico volume i racconti dell'autore sull'argomento, già pubblicati nei Racconti incompiuti e in alcuni volumi della Storia della Terra di Mezzo, in particolare i Racconti perduti e La formazione della Terra di Mezzo.

## Trama
Nella Prima Era della Terra di Mezzo, Gondolin era una città elfica situata in una località segreta, nascosta tra le montagne. La caduta di Gondolin narra l'arrivo in quel luogo di Tuor (principe degli uomini), il tradimento di Maeglin, nipote del re, e la susseguente distruzione della città da parte di un esercito di Orchi, Draghi e Balrog agli ordini del Vala malvagio Morgoth. Viene infine fatto cenno all'arrivo dei sopravvissuti alle foci del fiume Sirion (dove si stabiliscono), al matrimonio di Tuor e all'infanzia di Eärendil.

## Contenuto
I testi più lunghi e significativi contenuti nell'opera sono:
- La caduta di Gondolin (1917), pubblicata nei Racconti perduti
- Tuor e il suo arrivo a Gondolin (1951), pubblicata nei Racconti incompiuti

Sono inoltre riportati anche i seguenti brevi testi:
- Turlin e gli esuli di Gondolin, pubblicata in The Shaping of Middle-earth
- Estratti dall'Abbozzo della mitologia e dal Quenta Noldorinwa, pubblicati in The Shaping of Middle-Earth
- Estratti dal Silmarillion e altre opere

## Composizione
Tolkien cominciò a scrivere quella che sarebbe diventata "La caduta di Gondolin" nel 1917 in una caserma dell'esercito, sul retro di un foglio che riportava una marcia militare. È la prima storia conosciuta del suo legendarium che egli mise per iscritto. La prima parte della storia "appare riflettere lo sviluppo creativo e la lenta accettazione del dovere da parte di Tolkien nel suo primo anno di guerra", mentre la seconda evoca la sua esperienza personale in battaglia. La storia venne letta ad alta voce da Tolkien all'Exeter College nella primavera del 1920.
Tolkien tornò sull'argomento molti anni dopo, nel 1951, scrivendo un racconto molto più particolareggiato sulla vicenda, che però si conclude con l'arrivo di Tuor a Gondolin e omette quindi di raccontare la caduta della città. Il racconto del 1917 è quindi in effetti l'unico testo completo sulla vicenda che possediamo. Per quanto riguarda Turlin e gli esuli di Gondolin, è un breve testo che venne scritto da Tolkien attorno agli anni '30 come possibile nuova versione del racconto, ma che venne ben presto abbandonato. Il testo del Silmarillion è invece stato costruito dal figlio Christopher Tolkien utilizzando il testo del 1917 e versioni molto riassuntive provenienti da altri scritti di Tolkien, quali gli Annali, i Quenta e altri.